# Faiditus cancellatus
Faiditus cancellatus là một loài nhện trong họ Theridiidae.
Loài này thuộc chi Faiditus. Faiditus cancellatus được Nicholas Marcellus Hentz miêu tả năm 1850.